# Redoxindicator
Een redoxindicator is in de analytische chemie een verbinding die van kleur verandert onder invloed van de redoxpotentiaal van de omgeving waarin de verbinding zich bevindt. Een bekend voorbeeld van een redoxindicator is ferroïne waarin de verandering van de lading van een complexgebonden ijzerion leidt tot een kleurverandering van het complex. Deze indicator wordt onder andere toegepast in de CZV-bepaling, waarbij het verdwijnen van de rood-oranje complexkleur het eindpunt van de titratie aangeeft. Redoxindicatoren worden alleen bij dergelijke titraties gebruikt, om het zuurstofgehalte of het gehalte reductiemiddel te bepalen.
Het aantal redoxindicatoren is veel kleiner dan dat van de pH-indicatoren omdat een van de belangrijkste reagentia in de redoxtitraties, kaliumpermanganaat, in tegenstelling tot de standaard reagentia in de zuur-basetitraties, een sterke eigen kleur heeft. Het verschijnen van deze kleur is meteen de indicatie van het eindpunt van de titratie.